# بلن لوپس
بلن لوپس (اسپانیایی: Belén López‎؛ زادهٔ ۲۸ مارس ۱۹۷۰) بازیگر اهل اسپانیا است.
از فیلم‌ها یا برنامه‌های تلویزیونی که وی در آن نقش داشته‌است، می‌توان به انگیزه‌های شخصی، پانزده سال و یک روز و هولمز و واتسن. روزهای مادرید اشاره کرد.